# قائمة الفائزات بالميداليات الأولمبية في المبارزة
هذه هي القائمة الكاملة للفائزات بالميداليات الأولمبية في المبارزة.

## البرنامج الحالي

### سيف الشيش، فردي
| الألعاب            | الذهبية                                            | الفضية                                             | البرونزية                                       |
| ------------------ | -------------------------------------------------- | -------------------------------------------------- | ----------------------------------------------- |
| 1924 باريس         | إلين أوسيير [الإنجليزية] · الدنمارك                | غلاديس ديفيس · بريطانيا العظمى                     | غريتي هيكسشر [الإنجليزية] · الدنمارك            |
| 1928 أمستردام      | هيلينا ماير · ألمانيا                              | مورييل فريمان [الإنجليزية] · بريطانيا العظمى       | أولغا أولكيرز [الإنجليزية] · ألمانيا            |
| 1932 لوس أنجلوس    | إيلين برايس [الإنجليزية] · النمسا                  | جودي غينيس [الإنجليزية] · بريطانيا العظمى          | إرنا بوغين-بوغاتِي [الإنجليزية] · المجر          |
| 1936 برلين         | إيلونا إيليش · المجر                               | هيلينا ماير · ألمانيا                              | إيلين برايس [الإنجليزية] · النمسا               |
| 1948 لندن          | إيلونا إيليش · المجر                               | كارين لاخممان [الإنجليزية] · الدنمارك              | إيلين برايس [الإنجليزية] · النمسا               |
| 1952 هلسنكي        | إيرين كامبر [الإنجليزية] · إيطاليا                 | إيلونا إيليش · المجر                               | كارين لاخممان [الإنجليزية] · الدنمارك           |
| 1956 ملبورن        | جيليان شين [الإنجليزية] · بريطانيا العظمى          | أولغا أوربان · رومانيا                             | رينيه جاريليه [الإنجليزية] · فرنسا              |
| 1960 روما          | هيدي شميد · فريق عموم ألمانيا في الألعاب الأولمبية | فالنتينا راستفوروفا · الاتحاد السوفيتي             | ماريا فيكول [الإنجليزية] · رومانيا              |
| 1964 طوكيو         | ايلديكو أويلاكي-رييتو · المجر                      | هيلغا ميس · فريق عموم ألمانيا في الألعاب الأولمبية | أنطونيلا راغنو [الإنجليزية] · إيطاليا           |
| 1968 مكسيكو سيتي   | يلينا نوفيكوفا بيلوفا · الاتحاد السوفيتي           | بيلار رولدان [الإنجليزية] · المكسيك                | ايلديكو أويلاكي-رييتو · المجر                   |
| 1972 ميونيخ        | أنطونيلا راغنو [الإنجليزية] · إيطاليا              | ايلديكو بوبيس · المجر                              | غالينا غوروخوفا · الاتحاد السوفيتي              |
| 1976 مونتريال      | ايلديكو شفارتسنبيرجر [الإنجليزية] · المجر          | ماريا كونصولاتا كولينو [الإنجليزية] · إيطاليا      | يلينا نوفيكوفا بيلوفا · الاتحاد السوفيتي        |
| 1980 موسكو         | باسكال ترينكيه [الإنجليزية] · فرنسا                | ماجدا ماروس [الإنجليزية] · المجر                   | باربرا ويسوتشانسكا [الإنجليزية] · بولندا        |
| 1984 لوس أنجلوس    | لوان جوجي [الإنجليزية] · الصين                     | كورنيليا هانيش [الإنجليزية] · ألمانيا الغربية      | دورينا فاكاروني [الإنجليزية] · إيطاليا          |
| 1988 سيول          | أنيا فيشتيل · ألمانيا الغربية                      | سابين باو [الإنجليزية] · ألمانيا الغربية           | زيتا فونكينهاوسر · ألمانيا الغربية              |
| 1992 برشلونة       | جوفانا تريليني · إيطاليا                           | وانغ هويفنغ [الإنجليزية] · الصين                   | تاتيانة سادوفسكايا [الإنجليزية] · الفريق الموحد |
| 1996 أتلانتا       | لورا باديا [الإنجليزية] · رومانيا                  | فالينتينا فيزالي · إيطاليا                         | جوفانا تريليني · إيطاليا                        |
| 2000 سيدني         | فالينتينا فيزالي · إيطاليا                         | ريتا كونيغ · ألمانيا                               | جوفانا تريليني · إيطاليا                        |
| 2004 أثينا         | فالينتينا فيزالي · إيطاليا                         | جوفانا تريليني · إيطاليا                           | سيلفيا غروتشالا [الإنجليزية] · بولندا           |
| 2008 بكين          | فالينتينا فيزالي · إيطاليا                         | نام هيون-هي [الإنجليزية] · كوريا الجنوبية          | مارغيريتا غرنباسي [الإنجليزية] · إيطاليا        |
| 2012 لندن          | إليسا دي فرانسيسكا · إيطاليا                       | أريانا إريغو [الإنجليزية] · إيطاليا                | فالينتينا فيزالي · إيطاليا                      |
| 2016 ريو دي جانيرو | إنا ديرغلاسوفا · روسيا                             | إليسا دي فرانسيسكا · إيطاليا                       | إيناس بوبكري · تونس                             |
| 2020 طوكيو         | لي كيفر · الولايات المتحدة                         | إنا ديرغلاسوفا · تايوان                            | لاريسا كوروبينيكوفا · تايوان                    |
| 2024 باريس         | لي كيفر · الولايات المتحدة                         | لورين سكروجز [الإنجليزية] · الولايات المتحدة       | إليانور هارفي · كندا                            |

### سيف الشيش، فريق
| الألعاب            | الذهبية | الفضية | البرونزية |
| ------------------ | --- | --- | --- |
| 1960 روما          | الاتحاد السوفيتي (URS) · فالنتينا برودسكوفا [الإنجليزية] · ألكساندرا زابيلينا · ليودميلا شيشوفا [الإنجليزية] · تاتيانة بيتريكو [الإنجليزية] · غالينا غوروخوفا · فالنتينا راستفوروفا | المجر (HUN) · غيورجي مارفاليكس · ايلديكو أويلاكي-رييتو · مادولنا نيارِي · كاتالين جهاز [الإنجليزية] · ليديا ساكوفيكنسني دومولكي [الإنجليزية]                                       | إيطاليا (ITA) · برونا كولومبيتي · فيليدا تشيزاري [الإنجليزية] · كلوديا باسين [الإنجليزية] · إيرين كامبر [الإنجليزية] · أنطونيلا راغنو [الإنجليزية]                |
| 1964 طوكيو         | المجر (HUN) · باولا ماروسي [الإنجليزية] · كاتالين جهاز [الإنجليزية] · جوديت آجوستون [الإنجليزية] · ليديا دومولكي ‏                                                                   | الاتحاد السوفيتي (URS) · ليودميلا شيشوفا [الإنجليزية] · فالنتينا برودسكوفا [الإنجليزية] · فالنتينا راستفوروفا · تاتيانة ساموسينكو ‏ · غالينا غوروخوفا                              | فريق عموم ألمانيا في الألعاب الأولمبية (EUA) · هيدي شميد · هيلغا ميس · روزماري شيربرغر · غودرن ثيوركاوف [الإنجليزية]                                              |
| 1968 مكسيكو سيتي   | الاتحاد السوفيتي (URS) · ألكساندرا زابيلينا · تاتيانة ساموسينكو ‏ · يلينا نوفيكوفا بيلوفا · غالينا غوروخوفا · سفيتلانا تشيركوفا [الإنجليزية]                                         | المجر (HUN) · ليديا دومولكي ‏ · ايلديكو بوبيس · ايلديكو أويلاكي-رييتو · ماريا جولاشي [الإنجليزية] · باولا ماروسي [الإنجليزية]                                                      | رومانيا (ROU) · إيكاترينا يينسيك-شتال · إيليانا جولاي-دريما-جينايي · ماريا فيكول [الإنجليزية] · أولغا أوربان-سباو · آنا ديرسيدان-إيني-باسكو                       |
| 1972 ميونيخ        | الاتحاد السوفيتي (URS) · يلينا نوفيكوفا بيلوفا · غالينا غوروخوفا · تاتيانة ساموسينكو ‏ · ألكساندرا زابيلينا · سفيتلانا تشيركوفا [الإنجليزية]                                         | المجر (HUN) · ايلديكو بوبيس · ايلديكو أويلاكي-رييتو · ايلديكو شفارتسنبيرجر [الإنجليزية] · ماريا سولنوكي [الإنجليزية] · ايلديكو روناي                                              | رومانيا (ROU) · إيليانا جولاي-دريما-جينايي · آنا ديرسيدان-إيني-باسكو · إيكاترينا يينسيك-شتال · أولغا أوربان-سباو                                                  |
| 1976 مونتريال      | الاتحاد السوفيتي (URS) · يلينا نوفيكوفا بيلوفا · أولغا كنيازيفا [الإنجليزية] · فالنتينا سيدوروفا [الإنجليزية] · نايليا جيليازوفا [الإنجليزية] · فالنتينا نيكو نوفا [الإنجليزية]     | فرنسا (FRA) · بريجيت لاتريل-غودان [الإنجليزية] · بريجيت جابيه-دومون [الإنجليزية] · كرستين موزيو [الإنجليزية] · فيرونيك ترينكيه [الإنجليزية] · كلوديت هيربستر-جوزلاند [الإنجليزية] | المجر (HUN) · ايلديكو شفارتسنبيرجر [الإنجليزية] · إيديت كوفاك [الإنجليزية] · ماجدا ماروس [الإنجليزية] · ايلديكو أويلاكي-رييتو · ايلديكو بوبيس                     |
| 1980 موسكو         | فرنسا (FRA) · بريجيت لاتريل-غودان [الإنجليزية] · باسكال ترينكيه [الإنجليزية] · إيزابيل بيغارد · فيرونيك بروكير [الإنجليزية]                                                         | الاتحاد السوفيتي (URS) · فالنتينا سيدوروفا [الإنجليزية] · نايليا جيليازوفا [الإنجليزية] · يلينا نوفيكوفا بيلوفا · إيرينا أوشاكوفا [الإنجليزية] · لاريسا تساجاراييفا               | المجر (HUN) · ايلديكو شفارتسنبيرجر [الإنجليزية] · ماجدا ماروس [الإنجليزية] · جيرترود ستيفانيك [الإنجليزية] · زوزسانا سزوك [الإنجليزية] · إيديت كوفاك [الإنجليزية] |
| 1984 لوس أنجلوس    | ألمانيا الغربية (FRG) · أوتي كيرشيس-فيسيل [الإنجليزية] · كريستيان ويبر · كورنيليا هانيش [الإنجليزية] · سابينه بيشوف · زيتا فونكينهاوسر                                              | رومانيا (ROU) · أورورا دان · مونيكا ويبر · روزاليا أوروس · مارسيلا مولدوفان-تشاك [الإنجليزية] · إليسابيتا جوزغانو-توفان [الإنجليزية]                                              | فرنسا (FRA) · لورانس مودين · باسكال ترينكيه-هاشين · بريجيت لاتريل-غودان [الإنجليزية] · فيرونيك بروكير [الإنجليزية] · آن ميغري [الإنجليزية]                        |
| 1988 سيول          | ألمانيا الغربية (FRG) · سابين باو [الإنجليزية] · أنيا فيشتيل · زيتا فونكينهاوسر · أنيت كلوغ · كريستيان ويبر                                                                         | إيطاليا (ITA) · فرانشيسكا بورتولوزي-بوريلا · أنابيّا غاندولفي [الإنجليزية] · لوسيا ترافيرسا [الإنجليزية] · دورينا فاكاروني [الإنجليزية] · مارغيريتا زالافي [الإنجليزية]            | المجر (HUN) · زوزسا يانوسي [الإنجليزية] · إيديت كوفاك [الإنجليزية] · جيرترود ستيفانيك [الإنجليزية] · زوزسانا سزوك [الإنجليزية] · كاتالين توشاك [الإنجليزية]       |
| 1992 برشلونة       | إيطاليا (ITA) · ديانا بيانشيدي [الإنجليزية] · فرانشيسكا بورتولوزي-بوريلا · جوفانا تريليني · دورينا فاكاروني [الإنجليزية] · مارغيريتا زالافي [الإنجليزية]                            | ألمانيا (GER) · سابين باو [الإنجليزية] · زيتا فونكينهاوسر · أنيت دوبماير [الإنجليزية] · أنيا فيشتيل · مونيكا ويبر                                                                 | رومانيا (ROU) · ريكا سابو-لازار · كلوديا غريغوريسكو [الإنجليزية] · إليسابيتا توفان · لورا باديا · روكسانا دوميتريسكو [الإنجليزية]                                 |
| 1996 أتلانتا       | إيطاليا (ITA) · فرانشيسكا بورتولوزي-بوريلا · جوفانا تريليني · فالينتينا فيزالي | رومانيا (ROU) · لورا باديا · ريكا سابو · روكسانا سكارلات [الإنجليزية] | ألمانيا (GER) · أنيا فيشتيل · سابين باو [الإنجليزية] · مونيكا ويبر                                                                                                |
| 2000 سيدني         | إيطاليا (ITA) · ديانا بيانشيدي [الإنجليزية] · جوفانا تريليني · فالينتينا فيزالي | بولندا (POL) · سيلفيا غروتشالا [الإنجليزية] · ماجدالينا مروتشكيفيتش [الإنجليزية] · آنا ريبيكا [الإنجليزية] · باربرا فولنيكا-شيفتشيك [الإنجليزية]                                  | ألمانيا (GER) · سابين باو [الإنجليزية] · ريتا كونيغ · مونيكا ويبر                                                                                                 |
| 2004 أثينا         | غير مدرج في البرنامج الأولمبي | غير مدرج في البرنامج الأولمبي | غير مدرج في البرنامج الأولمبي |
| 2008 بكين          | روسيا (RUS) · سفيتلانا بويكو · عايدة شاناييفا · فيكتوريا نيكينشا [الإنجليزية] · يفجينيا لامونوفا [الإنجليزية]                                                                       | الولايات المتحدة (USA) · إيملي كروس · حنا تومسون · إيرين سمارت [الإنجليزية] | إيطاليا (ITA) · فالينتينا فيزالي · جوفانا تريليني · مارغيريتا غرنباسي [الإنجليزية] · إيلاريا سالفاتوري [الإنجليزية]                                               |
| 2012 لندن          | إيطاليا (ITA) · فالينتينا فيزالي · إليسا دي فرانسيسكا · أريانا إريغو [الإنجليزية] · إيلاريا سالفاتوري [الإنجليزية]                                                                  | روسيا (RUS) · عايدة شاناييفا · لاريسا كوروبينيكوفا · إنا ديرغلاسوفا · كاميلّا غافورزيانوفا                                                                                         | كوريا الجنوبية (KOR) · نام هيون-هي [الإنجليزية] · جون هي-سوك [الإنجليزية] · جونغ جيل-أوك [الإنجليزية] · أو ها-نا                                                  |
| 2016 ريو دي جانيرو | رومانيا (ROM) · لوريدانا دينو [الإنجليزية] · سيمونا غيرمان [الإنجليزية] · سيمونا بوب [الإنجليزية] · آنا ماريا برينزا                                                                | الصين (CHN) · هاو جيالو [الإنجليزية] · سون ييوين [الإنجليزية] · سون يوجي [الإنجليزية] · شو أنقي [الإنجليزية]                                                                      | روسيا (RUS) · أولغا كوشنيفا [الإنجليزية] · فيوليتا كولوبوفا · تاتيانا لوغونوفا [الإنجليزية] · ليوبوف شوتوفا [الإنجليزية]                                          |
| 2020 طوكيو         | إستونيا (EST) · كاترينا ليهيس [الإنجليزية] · جوليا بيلجاجيفا [الإنجليزية] · إريكا كيربو [الإنجليزية] · إيرينا إمبريتش [الإنجليزية]                                                  | كوريا الجنوبية (KOR) · تشوي إن-جونغ [الإنجليزية] · سونغ سي-را [الإنجليزية] · كانغ يونغ-مي [الإنجليزية] · لي هاي-إن [الإنجليزية]                                                   | إيطاليا (ITA) · روسيلا فياميغو [الإنجليزية] · فيديريكا إيزولا [الإنجليزية] · مارا نافاريا [الإنجليزية] · ألبرتا سانتوتشيو [الإنجليزية]                            |
| 2024 باريس         | إيطاليا (ITA) · روسيلا فياميغو [الإنجليزية] · مارا نافاريا [الإنجليزية] · جوليا ريتزي [الإنجليزية] · ألبرتا سانتوتشيو [الإنجليزية]                                                  | فرنسا (FRA) · ماري-فلورانس كانداسامي [الإنجليزية] · ألكسندرا لويس-ماري [الإنجليزية] · أوريان مالو-بريتون [الإنجليزية] · كورالين فيتاليس [الإنجليزية]                              | بولندا (POL) · ألكسندرا ياريكا [الإنجليزية] · أليتشيا كلاسيك [الإنجليزية] · ريناتا كنابيك-ميازا [الإنجليزية] · مارتينا سواتوفسكا-وينجلاركيتش [الإنجليزية]         |

### سيف المبارزة، فردي
| الألعاب                                    | الذهبية                         | الفضية                                     | البرونزية                                 |
| ------------------------------------------ | ------------------------------- | ------------------------------------------ | ----------------------------------------- |
| 1996 أتلانتا [الإنجليزية]                  | لورا فليسيل · فرنسا             | فاليري بارلوا [الإنجليزية] · فرنسا         | غيونجي سزالاي · المجر                     |
| 2000 سيدني [الإنجليزية]                    | تيميّا ناجي [الإنجليزية] · المجر | جيانا هابلوتزل-بوركي [الإنجليزية] · سويسرا | لورا فليسيل · فرنسا                       |
| المبارزة في أولمبياد 2004                  | تيميّا ناجي [الإنجليزية] · المجر | لورا فليسيل · فرنسا                        | مورين نيسما [الإنجليزية] · فرنسا          |
| 2008 بكين [الإنجليزية]                     | بريتا هايدمان · ألمانيا         | آنا ماريا برينزا · رومانيا                 | ايلديكو مينكا-نيبالد [الإنجليزية] · المجر |
| 2012 لندن [الإنجليزية]                     | يانا شيمياكينا · أوكرانيا       | بريتا هايدمان · ألمانيا                    | سون يوجي [الإنجليزية] · الصين             |
| المبارزة في الألعاب الأولمبية الصيفية 2016 | إميسي سزاس · المجر              | روسيلا فياميغو [الإنجليزية] · إيطاليا      | سون ييوين [الإنجليزية] · الصين            |
| المبارزة في الألعاب الأولمبية الصيفية 2020 | سون ييوين [الإنجليزية] · الصين  | آنا ماريا برينزا · رومانيا                 | كاترينا ليهيس [الإنجليزية] · إستونيا      |
| المبارزة في الألعاب الأولمبية الصيفية 2024 | فيفيان هونغ · هونغ كونغ         | أوريان مالو-بريتون [الإنجليزية] · فرنسا    | إسزتر موهاري [الإنجليزية] · المجر         |

### سيف المبارزة، فريق
| الألعاب                                    | الذهبية | الفضية | البرونزية |
| ------------------------------------------ | --- | --- | --- |
| 1996 أتلانتا [الإنجليزية]                  | فرنسا (FRA) · لورا فليسيل · صوفي موريسي-بيشو [الإنجليزية] · فاليري بارلوا [الإنجليزية]                                             | إيطاليا (ITA) · لورا كييزا · إليسا أوغا [الإنجليزية] · مارغيريتا زالافي [الإنجليزية]                                                                 | روسيا (RUS) · ماريا مازينا [الإنجليزية] · يوليا جاراييفا [الإنجليزية] · كارينا أزنافوريان                                                                 |
| 2000 سيدني [الإنجليزية]                    | روسيا (RUS) · كارينا أزنافوريان · أوكسانا ييرماكوفا [الإنجليزية] · تاتيانا لوغونوفا [الإنجليزية] · ماريا مازينا [الإنجليزية]       | سويسرا (SUI) · جيانا هابلوتزل-بوركي [الإنجليزية] · صوفي لامون [الإنجليزية] · ديانا رومانيولي [الإنجليزية]                                            | الصين (CHN) · لي نا · ليانغ تشين [الإنجليزية] · يانغ شاوتشي                                                                                               |
| المبارزة في أولمبياد 2004                  | روسيا (RUS) · كارينا أزنافوريان · أوكسانا ييرماكوفا [الإنجليزية] · تاتيانا لوغونوفا [الإنجليزية] · آنا سيفكوفا [الإنجليزية]        | ألمانيا (GER) · كلوديا بوكيل [الإنجليزية] · إمكه دوبليتزر · بريتا هايدمان                                                                            | فرنسا (FRA) · سارة دانينت [الإنجليزية] · لورا فليسيل · هاجنالكا كيرالي-بيكوت · مورين نيسما [الإنجليزية]                                                   |
| 2008 بكين [الإنجليزية]                     | غير مدرج في البرنامج الأولمبي | غير مدرج في البرنامج الأولمبي | غير مدرج في البرنامج الأولمبي |
| 2012 لندن [الإنجليزية]                     | الصين (CHN) · سون يوجي [الإنجليزية] · شو أنقي [الإنجليزية] · لي نا · لو شياوجوان [الإنجليزية]                                      | كوريا الجنوبية (KOR) · شين آ-لام [الإنجليزية] · تشوي إن-جونغ [الإنجليزية] · جونغ هيو-جونغ [الإنجليزية] · تشوي أون سوك                                | الولايات المتحدة (USA) · كورتني هيرلي · كيلي هيرلي · مايا لورانس · سوزي سكانلان                                                                           |
| المبارزة في الألعاب الأولمبية الصيفية 2016 | رومانيا (ROM) · لوريدانا دينو [الإنجليزية] · سيمونا غيرمان [الإنجليزية] · سيمونا بوب [الإنجليزية] · آنا ماريا برينزا               | الصين (CHN) · هاو جيالو [الإنجليزية] · سون ييوين [الإنجليزية] · سون يوجي [الإنجليزية] · شو أنقي [الإنجليزية]                                         | روسيا (RUS) · أولغا كوشنيفا [الإنجليزية] · فيوليتا كولوبوفا · تاتيانا لوغونوفا [الإنجليزية] · ليوبوف شوتوفا [الإنجليزية]                                  |
| المبارزة في الألعاب الأولمبية الصيفية 2020 | إستونيا (EST) · كاترينا ليهيس [الإنجليزية] · جوليا بيلجاجيفا [الإنجليزية] · إريكا كيربو [الإنجليزية] · إيرينا إمبريتش [الإنجليزية] | كوريا الجنوبية (KOR) · تشوي إن-جونغ [الإنجليزية] · سونغ سي-را [الإنجليزية] · كانغ يونغ-مي [الإنجليزية] · لي هاي-إن [الإنجليزية]                      | إيطاليا (ITA) · روسيلا فياميغو [الإنجليزية] · فيديريكا إيزولا [الإنجليزية] · مارا نافاريا [الإنجليزية] · ألبرتا سانتوتشيو [الإنجليزية]                    |
| المبارزة في الألعاب الأولمبية الصيفية 2024 | إيطاليا (ITA) · روسيلا فياميغو [الإنجليزية] · مارا نافاريا [الإنجليزية] · جوليا ريتزي [الإنجليزية] · ألبرتا سانتوتشيو [الإنجليزية] | فرنسا (FRA) · ماري-فلورانس كانداسامي [الإنجليزية] · ألكسندرا لويس-ماري [الإنجليزية] · أوريان مالو-بريتون [الإنجليزية] · كورالين فيتاليس [الإنجليزية] | بولندا (POL) · ألكسندرا ياريكا [الإنجليزية] · أليتشيا كلاسيك [الإنجليزية] · ريناتا كنابيك-ميازا [الإنجليزية] · مارتينا سواتوفسكا-وينجلاركيتش [الإنجليزية] |

### السيف العربي، فردي
| الألعاب                                    | الذهبية                                  | الفضية                           | البرونزية                        |
| ------------------------------------------ | ---------------------------------------- | -------------------------------- | -------------------------------- |
| المبارزة في أولمبياد 2004                  | ماريل زاغونيس · الولايات المتحدة         | تان شو [الإنجليزية] · الصين      | سادا جاكوبسون · الولايات المتحدة |
| 2008 بكين [الإنجليزية]                     | ماريل زاغونيس · الولايات المتحدة         | سادا جاكوبسون · الولايات المتحدة | ريبيكا وارد · الولايات المتحدة   |
| 2012 لندن [الإنجليزية]                     | كيم جي-يون [الإنجليزية] · كوريا الجنوبية | صوفيا فيليكايا · روسيا           | أولغا خارلان · أوكرانيا          |
| المبارزة في الألعاب الأولمبية الصيفية 2016 | يانا إيغوريان · روسيا                    | صوفيا فيليكايا · روسيا           | أولغا خارلان · أوكرانيا          |
| المبارزة في الألعاب الأولمبية الصيفية 2020 | صوفيا بوزدينياكوفا · تايوان              | صوفيا فيليكايا · تايوان          | مانون برونيه · فرنسا             |
| المبارزة في الألعاب الأولمبية الصيفية 2024 | مانون برونيه · فرنسا                     | سارة بالزر · فرنسا               | أولغا خارلان · أوكرانيا          |

### السيف العربي، فريق
| الألعاب                                    | الذهبية | الفضية | البرونزية |
| ------------------------------------------ | --- | --- | --- |
| 2008 بكين [الإنجليزية]                     | أوكرانيا (UKR) · أولها زوفنير [الإنجليزية] · أولغا خارلان · هالينا بوندِك [الإنجليزية] · أولينا خومروفا [الإنجليزية] | الصين (CHN) · باو ينغ ينغ [الإنجليزية] · هوانغ هاييانغ [الإنجليزية] · ني هونغ [الإنجليزية] · تان شو [الإنجليزية]              | الولايات المتحدة (USA) · سادا جاكوبسون · ريبيكا وارد · ماريل زاغونيس                                                              |
| 2012 لندن [الإنجليزية]                     | غير مدرج في البرنامج الأولمبي                                                                                       | غير مدرج في البرنامج الأولمبي                                                                                                 | غير مدرج في البرنامج الأولمبي |
| المبارزة في الألعاب الأولمبية الصيفية 2016 | روسيا (RUS) · صوفيا فيليكايا · يانا إيغوريان · يكاترينا دياشينكو [الإنجليزية] · يوليا جافريلوفا [الإنجليزية]        | أوكرانيا (UKR) · أولغا خارلان · أولينا كرافاتسكا [الإنجليزية] · ألينا كوماششوك [الإنجليزية] · أولينا فورونينا [الإنجليزية]    | الولايات المتحدة (USA) · مونيكا أكسميت · ابتهاج محمد · داغمارا وزنياك [الإنجليزية] · ماريل زاغونيس                                |
| المبارزة في الألعاب الأولمبية الصيفية 2020 | تايوان (ROC) · أولغا نيكيتينا [الإنجليزية] · صوفيا بوزدينياكوفا · صوفيا فيليكايا                                    | فرنسا (FRA) · سارة بالزر · سيسيليا بيردر [الإنجليزية] · مانون برونيه · شارلوت ليمباش [الإنجليزية]                             | كوريا الجنوبية (KOR) · كيم جي-يون [الإنجليزية] · يون جي-سو [الإنجليزية] · سيو جي-يون [الإنجليزية] · تشوي سو-يون [الإنجليزية]      |
| المبارزة في الألعاب الأولمبية الصيفية 2024 | أوكرانيا (UKR) · أولغا خارلان · أولينا كرافاتسكا [الإنجليزية] · ألينا كوماششوك [الإنجليزية] · يوليا باكاستوفا       | كوريا الجنوبية (KOR) · تشوي سي-بين [الإنجليزية] · جون هياونغ [الإنجليزية] · جون يون-هاي [الإنجليزية] · يون جي-سو [الإنجليزية] | اليابان (JPN) · ريسا تاكاشيما [الإنجليزية] · سيري أوزاكي [الإنجليزية] · ميساكي إيمورا [الإنجليزية] · شيهومي فوكوشيما [الإنجليزية] |

## جدول الميداليات عبر كل الفترات - للسيدات - 1924–2024
*   البلد المضيف (مضيف)
| المرتبة | فريق                                         | ذهبية | فضية | برونزية | المجموع |
| ------- | -------------------------------------------- | ----- | ---- | ------- | ------- |
| 1       | إيطاليا (ITA)                                | 12    | 9    | 10      | 31      |
| 2       | المجر (HUN)                                  | 8     | 6    | 8       | 22      |
| 3       | روسيا (RUS)                                  | 6     | 3    | 2       | 11      |
| 4       | فرنسا (FRA)                                  | 5     | 8    | 6       | 19      |
| 5       | الولايات المتحدة (USA)                       | 5     | 3    | 5       | 13      |
| 6       | الاتحاد السوفيتي (URS)                       | 5     | 3    | 2       | 10      |
| 7       | الصين (CHN)                                  | 3     | 4    | 3       | 10      |
| 8       | تايوان (ROC)                                 | 3     | 2    | 1       | 6       |
| 8       | ألمانيا الغربية (FRG)                        | 3     | 2    | 1       | 6       |
| 10      | أوكرانيا (UKR)                               | 3     | 1    | 3       | 7       |
| 11      | رومانيا (ROU)                                | 2     | 5    | 4       | 11      |
| 12      | ألمانيا (GER)                                | 2     | 5    | 3       | 10      |
| 13      | كوريا الجنوبية (KOR)                         | 1     | 4    | 2       | 7       |
| 14      | بريطانيا العظمى (GBR)                        | 1     | 3    | 0       | 4       |
| 15      | الدنمارك (DEN)                               | 1     | 1    | 2       | 4       |
| 16      | فريق عموم ألمانيا في الألعاب الأولمبية (EUA) | 1     | 1    | 1       | 3       |
| 17      | النمسا (AUT)                                 | 1     | 0    | 2       | 3       |
| 18      | إستونيا (EST)                                | 1     | 0    | 1       | 2       |
| 19      | هونغ كونغ (HKG)                              | 1     | 0    | 0       | 1       |
| 20      | سويسرا (SUI)                                 | 0     | 2    | 0       | 2       |
| 21      | بولندا (POL)                                 | 0     | 1    | 3       | 4       |
| 22      | المكسيك (MEX)                                | 0     | 1    | 0       | 1       |
| 23      | اليابان (JPN)                                | 0     | 0    | 2       | 2       |
| 24      | الفريق الموحد (EUN)                          | 0     | 0    | 1       | 1       |
| 24      | تونس (TUN)                                   | 0     | 0    | 1       | 1       |
| 24      | كندا (CAN)                                   | 0     | 0    | 1       | 1       |
| المجموع | المجموع                                      | 64    | 64   | 64      | 192     |